# Кальярський юдикат
Кальярський юдикат (італ. Giudicato di Cagliari, сард. Judicadu de Càralis) — юдикат (тип середньовічної держави) на о. Сардинія, що утворився у IX ст. внаслідок занепаду влади Візантії в Західному Середземномор'ї. 1258 року був розділений між Арборейським і Галлурським юдикатами.

## Історія
Перші юдики на Сардинії були призначені ще за часів візантійського імператора Юстиніана I — після 534 року. Проте вони мали лише обмежені судові функції. Спочатку був один юдик (Iudex Provinciae) провінції Сардинія, який перебував в Каралісі. Згодом їх було два — в Арбореї і Кальярі. Головним цивільний керівником був презид (перебував у Каралісі, що був центром провінції Сардинія), а військовим — дукс, який перебував у Форумі Траяна. Сама Сардинія стає частиною Африканського екзархату.
Значної ваги сардинські юдики набувають внаслідок захоплення арабами Африканського екзархату у 698 році. Втім вплив Візантії на Сардинії залишався. Тепер юдекс провінції поєднував у собі також обов'язки презида. З кінця 710-х років у титулатурі залишився лише юдекс, що мав цивільну й судову владу. Лише після захоплення арабами у 827 році Сицилії, сардинські юдекси опинилися відірваними від візантійської допомоги. Вони вимушені були самостійно захищати свої володіння.
Втім юдики Кальярі не змогли повністю захистити провінцію, оскільки араби після нападів 710,733, 736, 752, 807, 813, 816, 817 і 821 років створили піратські бази неподалік Караліса, а також на півночі та заході Сардинії. Значною мірою юдики Кальярі опинилися обмеженими у виході до моря. Крім того, час від часу сплачували данину Аглабідам. Відомо, що вже 815 року делегація від юдика Кальярі (ім'я невідоме) зверталися до франкського імператора Людовика I по допомогу.
З встановлення Македонської династії в Візантії починається активна політика візантійців у Західному Середземномор'ї. У 915 році згадується архонт, що керував Сардинією, Корсикою та Балеарськими островами. Його призначав візантійський імператор. Місцем його розташування був Караліс. Але згодом Сардинію було поділено на 2 архонства — Караліське (Кальярське) і Арборейське. З цього часу юдики Кальярі втрачають перевагу на Сардинії, розділивши владу над островом з юдиками Арбореї. Спільно з останніми юдики Кальярі здійснювали захист Сардинії.
У 935 року внаслідок поразки невідомого юдика Сардинії від арабського флоту Фатімідів, той загинув. Переможці розділили острів на 4 частини, передавши їх комітам загиблого юдика, які негайно прийняли титули юдиків. Разом з тим визнавали зверхність Фатімідського халіфату. Остаточна окремий Кальярський юдикат сформувався до середини X ст. В цей час під владою юдиків Кальярі перебувала Східна Сардинія. Столицею стає фортеця Санта Ігіа. Першим відомими юдиком є Салусіо I, який в союзі з Арборейським юдикатом вів запеклі війни проти Денійської тайфи, що тривали до середини 1030-х років.
З 1050-х років юдикат стає вірним союзником папствам. Водночас сприяє завершенню християнізації острова, розвитку чернецтва. 1089 року Костянтин Салусіо II приймає титул короля і юдика Кальярі. Водночас посилюється вплив Пізанської архієпархії та пізанських торгівців, що отримує порт Кальярі.
Наступні юдики намагалися маневрувати між Генуезькою і Пізанською республіками, що почали боротьбу за владу над Корсикою і Сардинією. Водночас Маріано Торхіторіо II і Костянтин Салусіо III діяли спільно з генуезьким і пізанським флотами проти піратів з Майоркської тайфи. В цей час юдикат набуває політичної і економічної потуги.
Смерть Костянтина II 1163 року призвела до боротьби за владу в Кальярському юдикату, що призвела до втручання в його справи генуезців і пізанців. Зрештою 1188 року перемогла пізанська партія. Новий юдик Вільгельм Салусіо IV доклав значних зусиль для відродження держави. З 1191 року почалися успішні війни проти Арборейського і Торреського юдикатів, а також генуезців. 1195 року встановлено владу над Арбореєю. Потім на нетривалий час підкорив Галлурський юдикат, внаслідок чого став наймогутнішим правителем Сардинії. Також набув значного впливу в самій Пізанській республіці, але мусив протистояти роду Вісконті.
Після смерті 1214 року Вільгельма Салусіо IV юдикат мусив перейти до оборони проти Вісконті, які закріпилися в Пізі і Галлурському юдикаті. З 1217 року в Кальярському юдикаті встановлюється влада пізанців. З 1233 року боротьбу з останніми розпочав новий юдик Вільгельм Салусіо V, але 1235 року зазнав поразки. У 1256 році син останнього — Джованні Торхіторіо V — уклав союз з Генуезькою республікою, розраховуючи здобути незалежність від Пізи. Після нетривалої боротьби у 1258 році пізанські війська в союзі з Арборейським юдикатом розділили володіння Кальярського юдикату.

## Територія і населення

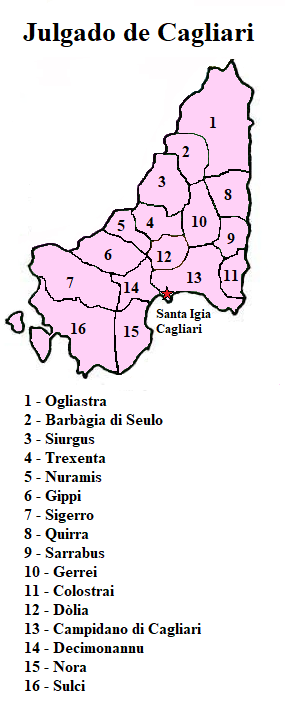
Кураторії Кальярського юдикату

Площа становила 8000 км². Простягалася південною і південно-східною частиною Сардинії. Адміністративно поділялося на 16 кураторій: Ольястра, Сеуло, Сіурга, Герреї, Квірра, Трексента, Нурамініса, Доліа, Кампідано ді Кальярі, Саррабуса, Колострая, Гіппі, Сіксері, Децімо, Нора, Сульцис. На чолі їх стояв куратор, якого призначав юдик. У свою чергу кураторії поділялися на бідди (села), на чолі яких перебував майор. Його призначав куратор. Куратор і майор мали фіскальні, судові та поліцейські обов'язки.
У 1200 році тут мешкало близько 100 тис. осіб.

## Соціальний устрій
Вища влада належала юдику, проте той спирався на Раду знаті. Магнати (ліур майорал) поєднували у своїй особі великих земельних власників і довічних чиновників юдикату.
Існувала категорія залежних селян (сервів). За ступенем залежності серви поділялися на 3 категорії: інтегри, латерати і педати. У найважчому становищі перебували нащадки колишніх рабів — інтегри, що повинні були постійно працювати на свого пана. Вони володіли своїми будинками і невеликими городами, що прилягали до їхнього двору. Латерати були нащадками римських колонів. Вони працювали на магната половину дня. Переселенці з узбережжя й інші васали — педати — працювали на господаря 1/4 дня або служили в ополченні 3 місяці. Саме вони склали основну військову опору магнатського стану Сардинії.

## Право
Статус станів, здійснення правосуддя, судова діяльність регулювалася на основі кодексу «Carta de Logu», який було створено на основі римського права та під впливом пізанського законодавства.

## Економіка
Був найбагатшим серед юдикатів Сардинії. Тут було розвинено сільське господарство, зокрема в значній кількості вирощували зерно, овочі, фрукти. Розвитку набули скотарство і рибальство. Добували срібло, сіль.
Вигідне розташування, наявність бут і заток сприяло перетворенню прибережних міст на значні порти і торговельні центри. Піднесення набула посередницька торгівля між Провансом, Італією, Сицилією, Піренеями та Північною Африкою.